# ديفيد إيفانز (موسيقي)
ديفيد إيفانز (بالإنجليزية: David Evans)‏ هو موسيقي أمريكي، ولد في 22 يناير 1944 في بوسطن في الولايات المتحدة.

## وصلات خارجية
- ديفيد إيفانز على موقع ميوزك برينز (الإنجليزية)
- ديفيد إيفانز على موقع ديسكوغز (الإنجليزية)